# 陳汲
陳汲（1522年—1559年），字汝及，號新河，直隸泰州守禦千戶所官籍，江西吉安府吉水縣人，明朝政治人物。

## 生平
乙卯科（1555年）應天府鄉試第三十一名舉人。嘉靖三十五年（1556年）中式丙辰科二甲第五十一名進士。户部观政，官刑部主事。三十八年卒。

## 家族
曾祖陳祿，訓導贈戶部郎中；祖父陳佐，壽官；父陳鳶，授例千戶。母徐氏。兄淑、汶，俱生员；弟洛。